# Dream Theater (album)
Dream Theater è il dodicesimo album in studio del gruppo musicale statunitense omonimo, pubblicato il 24 settembre 2013 dalla Roadrunner Records.

## Antefatti
Le prime stesure dell'album sono cominciate nel mese di aprile 2012, durante l'A Dramatic Tour of Events. Durante i soundcheck, il gruppo ha registrato alcuni abbozzi del nuovo materiale, mentre il chitarrista John Petrucci ha provato a comporre del materiale in modo indipendente. Il gruppo è entrato negli studi di registrazione nel mese di gennaio 2013, ritornando ai Cove City Sound Studios di Glen Cove (New York), nei quali avevano registrato il precedente album A Dramatic Turn of Events. Il processo di stesura dei testi si è concluso nel mese di maggio, mentre il 6 giugno il gruppo ha annunciato che l'album si sarebbe intitolato come il gruppo e che sarebbe stato pubblicato il 24 settembre.
Il 9 luglio il gruppo ha rivelato la copertina e la lista tracce dell'album omonimo; nei primi giorni di agosto sono state pubblicate alcune parti di immagini della copertina del primo singolo estratto dall'album, The Enemy Inside, pubblicato in anteprima il 5 agosto dalla rivista USA Today. Il 9 settembre, il gruppo ha reso disponibile per l'ascolto la traccia Along for the Ride.
Il 10 settembre, Dream Theater è stato ascoltato in anteprima nella sua interezza da dieci fan italiani che hanno partecipato a un concorso indetto dalla Roadrunner Records Italia; a partire dal 16 settembre, invece, l'album è stato reso disponibile per lo streaming.

## Composizione

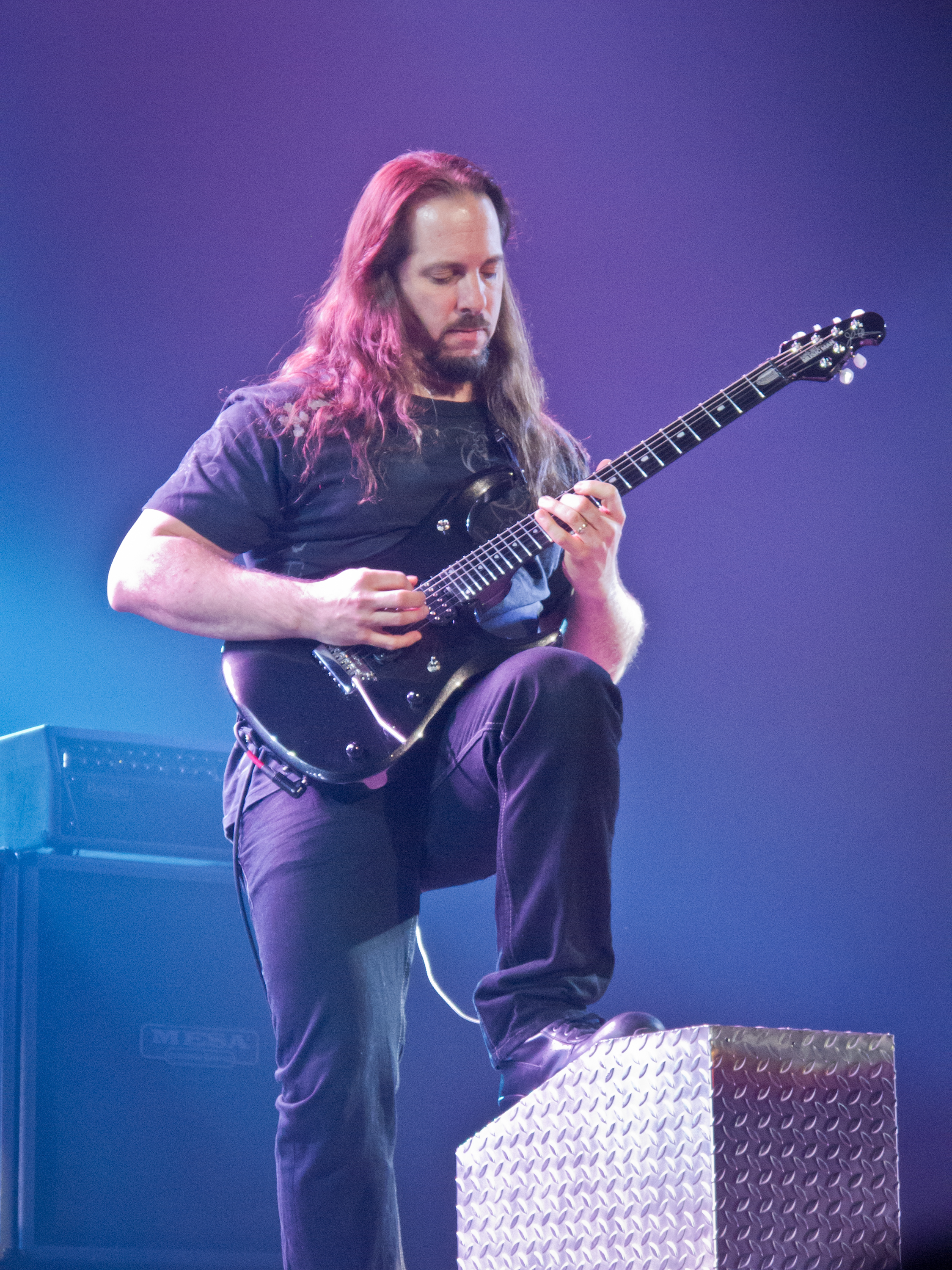
John Petrucci, autore della maggior parte dei testi dell'album

Dream Theater rappresenta un nuovo inizio per il gruppo dopo aver attraversato una fase di transizione con l'album precedente, ed è il primo album in cui il batterista Mike Mangini è stato interamente coinvolto nel processo di creazione, in quanto per A Dramatic Turn of Events è stata impiegata una drum machine per la stesura delle parti di batteria. Al riguardo, il chitarrista John Petrucci ha commentato:
 All'interno dell'album sono contenute alcune sezioni orchestrali, curate dal pianista turco Eren Başbuğ e presenti nell'introduzione strumentale False Awakening Suite e in Illumination Theory; inoltre è presente un brano strumentale, intitolato Enigma Machine: questo è il primo brano interamente strumentale dai tempi di Stream of Consciousness, contenuta in Train of Thought (2003).
Il disco si conclude con Illumination Theory, una suite della durata di 19 minuti (a cui segue una traccia fantasma strumentale eseguita da Jordan Rudess al pianoforte) e suddivisa in cinque parti, la cui prima di queste, intitolata Paradoxe de la lumière noire, è interamente strumentale. A detta di Petrucci, Illumination Theory avrebbe dovuto essere il titolo dell'album, qualora si fosse deciso di assegnare un titolo ad esso.

## Promozione
Dream Theater è stato pubblicato in vari formati, tutti annunciati attraverso la pagina Facebook del gruppo. Oltre alla versione standard, distribuita nei formati CD, LP e digitale, sono state pubblicate anche una versione speciale con un DVD che racchiude le tracce audio dell'album missate in 5.1 surround sound e un box set in edizione limitata contenente la versione speciale, il vinile dell'album e quello in 7" del brano The Bigger Picture e una chiavetta di due GB che contiene alcune parti isolate del brano Behind the Veil (le quali dovranno essere remixate dai fan per un concorso) e un documentario di mezz'ora intitolato Take This for the Pain (Mike Mangini Audition Improv Jam), che mostra una sessione mai pubblicata delle audizioni di Mike Mangini.
Verso la fine di giugno sono state annunciate le date della prima tappa europea del tour di supporto all'album, intitolato Along for the Ride. La prima tappa europea del tour, che si è svolta nel formato "An Evening With", è partita il 15 gennaio 2014 nella città di Porto (Portogallo) ed è terminata il 24 febbraio a Helsinki (Finlandia). A partire dal mese di marzo 2014 il tour si è svolto anche nell'America del Nord. Un video promozionale del tour è stato accompagnato da un'anteprima del videoclip di The Looking Glass, il quale è stato pubblicato in anteprima il 3 febbraio 2014.
Il 19 aprile 2014, in occasione dell'annuale Record Store Day, il gruppo ha pubblicato in edizione limitata una versione 12" picture disc di Illumination Theory.

## Accoglienza
| Recensione    | Giudizio |
| ------------- | -------- |
| AllMusic      | [ 29 ]   |
| Loudwire      | [ 30 ]   |
| PremierGuitar | [ 31 ]   |
| TrueMetal     | 73/100   |

L'album ha incontrato giudizi positivi da parte della critica. Thom Jurek di AllMusic ha definito Dream Theater come «uno degli album più dinamici del catalogo dei Dream Theater», elogiando in particolar modo la completa integrazione di Mike Mangini nel gruppo; Loudwire ha assegnato all'album un risultato di 4.5 stelle su 5, lodando il sound più snello rispetto agli album precedenti del gruppo e affermando che «Dominante e atmosferico, Dream Theater supera i limiti portando in una nuova dimensione musicale, un regno cosmico riservato ai migliori».
Il critico Luke Viertel di PremierGuitar ha descritto Dream Theater come un album che «offre un serraglio di melodie impennate, riff schiaccianti e una notevole abilità musicale». Inoltre, si è soffermato sulla voce di James LaBrie in The Looking Glass, giudicata come una canzone che farà ricordare ai fan del gruppo l'album Images and Words (1992), e sulla sezione centrale di Surrender to Reason, che richiama l'album Falling into Infinity (1997).

## Tracce
1. False Awakening Suite – 2:42 (musica: John Petrucci, Jordan Rudess)
2. The Enemy Inside – 6:17 (testo: John Petrucci – musica: John Petrucci, Jordan Rudess, John Myung, James LaBrie, Mike Mangini)
3. The Looking Glass – 4:53 (testo: John Petrucci – musica: John Petrucci, Jordan Rudess, John Myung, James LaBrie, Mike Mangini)
4. Enigma Machine – 6:02 (musica: John Petrucci, Jordan Rudess, John Myung, Mike Mangini)
5. The Bigger Picture – 7:41 (testo: John Petrucci – musica: John Petrucci, Jordan Rudess, John Myung, James LaBrie, Mike Mangini)
6. Behind the Veil – 6:53 (testo: John Petrucci – musica: John Petrucci, Jordan Rudess, John Myung, James LaBrie, Mike Mangini)
7. Surrender to Reason – 6:35 (testo: John Myung – musica: John Petrucci, Jordan Rudess, John Myung, James LaBrie, Mike Mangini)
8. Along for the Ride – 4:45 (testo: John Petrucci – musica: John Petrucci, Jordan Rudess)
9. Illumination Theory – 22:18 (testo: John Petrucci – musica: John Petrucci, Jordan Rudess, John Myung, James LaBrie, Mike Mangini)

Traccia bonus nell'edizione giapponese
1. The Enemy Inside (Instrumental / Bonus Track) – 6:17 (musica: John Petrucci, Jordan Rudess, John Myung, James LaBrie, Mike Mangini)

DVD-Audio bonus nell'edizione speciale
1. 5.1 Audio Mix – 68:06

Contenuto bonus nell'edizione box set
- 7"

1. The Bigger Picture – 7:41 (testo: John Petrucci – musica: John Petrucci, Jordan Rudess, John Myung, James LaBrie, Mike Mangini)

- USB

1. Behind the Veil (Audio Stems) – 6:53 (testo: John Petrucci – musica: John Petrucci, Jordan Rudess, John Myung, James LaBrie, Mike Mangini)
2. Take This for the Pain (Video) – 26:18

## Formazione
Gruppo
- James LaBrie – voce
- John Petrucci – chitarra
- John Myung – basso
- Jordan Rudess – tastiera
- Mike Mangini – batteria

Altri musicisti (tracce 1 e 9)
- Eren Başbuğ – orchestrazione e arrangiamento
- Misha Gutenber – concert master
- Larissa Vollis – primo violino
- Yelena Khaimova e Yevgeniy Mansurov – secondi violini
- Aleksandr Anisimov e Noah Wallace – viola
- Anastasia Goleshineva e Valeriya Sholokhova – violoncello
- Len Sluetsky – contrabbasso

Produzione
- John Petrucci – produzione
- Richard Chycki – registrazione, missaggio
- James "Jimmy T" Meslin – assistenza ingegneria
- Kevin Matela – assistenza missaggio
- Dave Rowland – assistenza missaggio
- Ted Jensen – mastering

## Classifiche
| Classifica (2013)       | Posizione massima |
| ----------------------- | ----------------- |
| Australia               | 15                |
| Austria                 | 7                 |
| Belgio (Fiandre)        | 16                |
| Belgio (Vallonia)       | 29                |
| Canada                  | 5                 |
| Danimarca               | 6                 |
| Finlandia               | 2                 |
| Francia                 | 18                |
| Germania                | 4                 |
| Italia                  | 2                 |
| Norvegia                | 4                 |
| Nuova Zelanda           | 27                |
| Paesi Bassi             | 4                 |
| Portogallo              | 10                |
| Regno Unito             | 15                |
| Spagna                  | 11                |
| Stati Uniti             | 7                 |
| Stati Uniti (hard rock) | 1                 |
| Stati Uniti (rock)      | 3                 |
| Svezia                  | 5                 |
| Svizzera                | 5                 |
| Ungheria                | 2                 |